# ももチャリでGO!
ももチャリでGo!（ももちゃりでごー!）は、テレビ埼玉（TVS）で2008年4月25日から2009年3月27日まで放送されていた公営競技情報ローカル箱番組。

## 概要
『世界初（?）の競輪バラエティ番組』を自称しテレ玉で放送。提供は地元の大宮競輪場と西武園競輪場。

## 放送局
- テレ玉: 毎週金曜日23:30 - 24:00

## 出演者
- 武田あかり（ももあかり姫）
- 深貝大輔（辰五郎 ）
- 三遊亭道楽（お隣の道楽さん ）

### ナレーター
- 渡辺克己
- 杉森多恵子

## スタッフ
- 番組テーマ曲：玉ゆら/『ももチャリでGo!』
- CG：中島守
- ディレクター：飯島修司・千野武久（スペクトル）
- プロデューサー：高柳英夫、小池淳一（ビークエスト）